# 香港特別行政區第3屆區議會補選
香港特別行政區第3屆區議會補選是指所有第3屆區議會任期內（即2007年區議會選舉後至2011年區議會選舉前）的香港區議會補選。

## 2008年油尖旺區議會佐敦東選區補選
該次補選是香港特別行政區成立後第17次進行的香港區議會議席補選。

### 背景
油尖旺區佐敦東選區區議員、有「亞視鎮台之寶」之稱的名電視藝員、民建聯劉志榮，於2008年5月15日因為肺炎在伊利沙伯醫院病逝。根據《區議會條例》，其民選議席空缺將進行補選。

### 補選前期工作
民政事務總署油尖旺區民政事務專員獲委任為選舉主任。7月4日，總選舉事務主任於憲報刊登補選公告，把10月5日指定為補選投票日。補選的提名期由8月14日開始，至8月28日結束，首尾一共15天。

### 參選人

#### 正式候選人
從8月14日至28日為期14天的提名期內，選舉主任共接獲5份提名表格。各候選人的資料如下：
（1）李景華
報稱任職特許財策師，他於2007年香港區議會選舉當區落敗，曾以民建聯成員身份出選2003年香港區議會選舉包括本區部分範圍的尖沙咀西選區。
（2）劉偉光
報稱任董事總經理，獨立參選。
（3）葉傲冬
報稱新聞從業員（《文匯報》政治版記者），民建聯成員。為民建聯油尖旺支部主席、前油尖旺區議員葉國忠的兒子以及立法會議員葉國謙的侄兒。
（4）吳寶珊
報稱社區發展主任，民協成員，她自民協招金海議員在1992年過世後擔任油麻地區議員，但在2007年香港區議會選舉中於該選區爭取連任失敗。
（5）龍緯汶
報稱社區服務機構總幹事，南方民主同盟成員，他於2007年香港區議會選舉當區落敗，亦同時參選2008年香港立法會選舉九龍西選區。

### 投票日
補選於2008年10月5日（星期日）舉行，投票時間：香港時間7:30至22:30。佐敦東選區投票站設於九龍油麻地南京街1號B佐敦道官立小學。投票結束後，投票站改作為點票站。

### 投票率
本次補選共有1,975名已登記選民投票，投票率為25.68%。

### 選舉結果
| 政党   | 政党   | 候选人 | 票数  | %      | ±      |
| ------ | ------ | ------ | ----- | ------ | ------ |
|        | 獨立   | 李景華 | 154   | 7.88%  | ▼9.95% |
|        | 獨立   | 劉偉光 | 33    | 1.69%  |        |
|        | 民建聯 | 葉傲冬 | 916   | 46.9%  |        |
|        | 民協   | 吳寶珊 | 753   | 38.55% |        |
|        | 獨立   | 龍緯汶 | 97    | 4.96%  | ▼1.69% |
| 投票率 | 投票率 | 投票率 | 1,953 | 25.68% |        |
| 多数票 | 多数票 | 多数票 | 163   | 8.35%  |        |

官方宣佈葉傲冬當選。

### 選舉過後各候選人發展
- 葉傲冬其後參與了在2011年香港區議會選舉參選佐敦東選區，及於2015年香港區議會選舉參選由本區改動而成的佐敦南選區，均能當選成功連任。於2019年香港區議會選舉繼續參選佐敦南選區落敗。
- 李景華其後在2011年香港區議會選舉參選佐敦東選區，再次落敗。
- 吳寶珊2011年香港區議會選舉參選油麻地選區，再次落敗。
- 龍緯汶其後在2011年香港區議會選舉參選佐敦東選區，再次落敗，及後他於2019年因被指與南亞女童有多次的不恰當身體接觸的醜聞，引起網上激烈討論，事件更引起護苗基金關注及報警，其後被警方拘捕，確認被控7項控罪，包括：2項猥褻侵犯、2項向年齡在16歲以下的兒童作出猥褻行為 、2項管有兒童色情物品和1項製作兒童色情物品。[6]他於2019年11月19日在灣仔區域法院被判監禁。

## 2008年黃大仙區議會慈雲西選區補選
是次補選是香港特別行政區成立後第18次進行的香港區議會議席補選。

### 背景
黃大仙區慈雲西選區民主黨區議員譚月萍女士，於2008年9月1日因癌症在聖母醫院病逝。根據《區議會條例》，其黃大仙區議會民選議席空缺將進行補選。

### 補選前期工作
2008年9月26日，總選舉事務主任於憲報刊登補選公告，把11月30日指定為補選的投票日。補選的提名期為10月10日至10月23日。

### 參選人
正式候選人
（1）呂永基
民主黨成員，報稱職業為地區發展主任，2007年香港區議會選舉曾以社會民主連線成員身份在黃大仙區東頭選區參選落敗。他參選時為立法會議員李華明的助理，2007年時則為社民連副主席陶君行的社區幹事。
（2）袁國強
民建聯成員，報稱職業為註冊理財師，2007年香港區議會選舉曾在本區參選落敗。
（3）李玲鳳
沒有申報政治聯繫，報稱職業為全職社區幹事，2003年香港區議會選舉及2007年香港區議會選舉中以獨立人士參選黃大仙區鳳凰選區落敗。

### 投票日
補選於2008年11月30日（星期日）舉行，投票時間：香港時間7:30至22:30。慈雲西選區投票站設於九龍慈雲山慈樂邨第2期嗇色園主辦可立小學。投票結束後，投票站改作為點票站。

### 投票率
本次補選共有4,538名已登記選民投票，投票率為41.34%。

### 選舉結果
| 政党   | 政党   | 候选人 | 票数  | %      | ±       |
| ------ | ------ | ------ | ----- | ------ | ------- |
|        | 民主黨 | 呂永基 | 1,797 | 39.73% |         |
|        | 民建聯 | 袁國強 | 2,635 | 58.27% | +13.27% |
|        | 獨立   | 李玲鳳 | 90    | 1.99%  |         |
| 投票率 | 投票率 | 投票率 | 4,522 | 41.34% |         |
| 多数票 | 多数票 | 多数票 | 838   | 18.54% |         |

官方宣佈袁國強當選。

### 選舉過後各候選人發展
- 袁國強其後在2011年香港區議會選舉及2015年香港區議會選舉參選慈雲西選區，均能當選成功連任。於2019年香港區議會選舉繼續參選慈雲西選區落敗。
- 呂永基其後在2011年香港區議會選舉參選慈雲西選區，再次落敗。

## 2009年沙田區議會大圍選區補選
是次補選是香港特別行政區成立後第19次進行的香港區議會議席補選。
是次沙田區議會補選亦是自高等法院於2008年底裁定囚犯享有投票權後，港府首次安排涉犯事而被羈留選民行使投票權之選舉。本身是大圍選區選民，即使正被懲教署及其他執法機構拘留及羈押，均獲安排往專用票站投票。惟因修例需時，在囚犯人於是次補選仍未能行使投票權。

### 背景
議席2007年選舉時由民建聯袁貴才奪得，其後民主黨梁永雄因應袁氏針對其全職議員身份的傳單影響選舉結果司法覆核，至2008年12月18日，香港高等法院裁定選舉結果無效，需要作出重選，故議席暫時懸空。

### 補選前期工作
2009年1月23日，總選舉事務主任於憲報刊登補選公告，宣報2月13日至2月26日為補選提名期。如有超過一人獲有效提名，便須在3月29日（星期日）進行投票。選舉管理委員會主席同時委任民政事務總署沙田民政事務專員為補選日之選舉主任、沙田民政事務助理專員為補選日之助理選舉主任。

### 參選人

#### 正式候選人
（1）李躍輝
前自由黨成員，報稱職業為醫生，2007年香港區議會選舉以自由黨成員身份在沙田區禾輋選區競逐連任落敗於民建聯人士。李因不顧自由黨反對強行參選而被逐出自由黨。
（2）梁永雄
民主黨成員，報稱職業為殯儀顧問，1999及2003年香港區議會選舉曾在本區參選勝出，2007年香港區議會選舉曾在本區參選落敗，其後選舉結果投訴而勝訴。
（3）鄒智邦
沒有申報政治聯繫，報稱職業為社區工作者。
（4）袁貴才
民建聯成員，報稱職業為社區工作者，1999年香港區議會選舉曾在美城區參選勝出，因選區重劃合併，2003年香港區議會選舉曾在本區參選競逐連任落敗，2007年香港區議會選舉曾在本區參選勝出，其後選舉結果投訴而被奪去議席。
（5）陳偉文
沒有申報政治聯繫，報稱職業為社區工作者。

### 李躍輝賄選
由於在2007年梁永雄以些微票數飲恨，一直在該區保持服務。而袁貴才雖因選舉結果無效而失去席位，未幾亦得到民建聯的支持投入補選。其間，該區突然出現一個名為美林街坊商戶及職工福利會的組織，該會主席就是參選人李躍輝，李躍輝本人則在美林商場開設診所。選後有人被指利用美林街坊商戶及職工褔利會以大量利益賄賂選民，甚至在農曆新年的年初一，也在美林商場前大搞「打流感針」活動。在選舉前一個月內亦至少三度以福利會名義舉辦晚宴，只象徵式向街坊收回小量費用。選舉當日，該福利會更被指安排會員乘坐旅遊巴參加本地一日遊並提供午膳，其後接載居民到票站投票，目擊者稱至少有8至10架旅遊巴到達票站，而蘋果日報則指該人為李躍輝，選後廉政公署介入調查。
2011年，李躍輝、前區議員兼任職美林街坊商戶及職工福利會秘書蔣世昌、福利會主席梁駿業、福利會司庫余惠慈，及李躍輝生意夥伴張勝佳被判5項串謀在選舉舞弊以提供茶點或利益、2項涉串謀其他被告發布不合規選舉廣告及非法促致選舉開支，以獲選民投票支持、選舉開支超額、串謀舞弊及發布不合規選舉廣告等罪罪名成立。法官指李氏的競選開支應該超過200萬元，並非他所申報的3萬多。李梁二人是主謀，張擔當重要角色，各判監21個月，蔣余各囚12個月。2012年6月，5人雖已服刑完畢但不服刑期而上訴，被上訴庭拒絕後，3名法官接納律政司要求覆核刑期，5人均被加刑至入獄27至33個月，需即時再入獄。

### 投票日
3月6日總選舉事務主任刊登憲報，公告是次補選之安排。補選定於2009年3月29日（星期日）舉行，投票時間為香港時間7:30至22:30（後備投票站開放時間為9:00至16:00）。是次補選設有2個指定投票站、1個小投票站及2個後備投票站。投票結束後，2個指定投票站將改作為點票站，用以點算各投票站之選票。票站地點如下：
| 投票站類別                             | 投票站編號 | 投票站名稱         | 投票站地址         | 備註                 |
| -------------------------------------- | ---------- | ------------------ | ------------------ | -------------------- |
| 指定投票及點票站、大點票站及主要點票站 | R1801      | 佛教黃允畋中學     | 沙田大圍美林邨     |                      |
| 指定投票及點票站                       | R1802      | 東華三院冼次雲小學 | 沙田大圍積福街38號 |                      |
| 小投票站                               | R1803      | 田心警署           | 沙田顯徑街2號      | 被羈押選民專用投票站 |
| 後備投票站                             | R1804      | 荔枝角收押所       | 九龍蝴蝶谷道5號    | 被羈押選民專用投票站 |
| 後備投票站                             | R1805      | 大欖女懲教所       | 屯門大欖道110號    | 被羈押選民專用投票站 |

### 投票率
根據選舉事務處公佈的最終投票率為49.02%，投票人數為5,963人，當中包括一名被拘留選民。投票率比07年正式選舉的 46%高出三個百分點。

### 選舉結果
| 政党   | 政党   | 候选人    | 票数  | %      | ±       |
| ------ | ------ | --------- | ----- | ------ | ------- |
|        | 無黨派 | ①. 李躍輝 | 790   | 13.29% |         |
|        | 民主黨 | ②. 梁永雄 | 2,820 | 47.45% | -1.97%  |
|        | 無黨派 | ③. 鄒智邦 | 13    | 0.22%  |         |
|        | 民建聯 | ④. 袁貴才 | 2,301 | 38.72% | -12.14% |
|        | 無黨派 | ⑤. 陳偉文 | 19    | 0.32%  |         |
| 投票率 | 投票率 | 投票率    | 5,963 | 49.02% |         |
| 多数票 | 多数票 | 多数票    | 519   | 8.73%  | 不適用  |

### 選舉風波
- 大圍區會補選爆賄選疑雲 多人目擊旅巴載街坊旅行 回程再往投票[19]
- 大圍補選對手力阻泛民明星助選  張文光被屈非禮[20]
- 載街坊遊玩晚宴再投票 地區人士向廉署舉報 補選風波 李躍輝涉賄選[21]
- 選民吃喝玩樂 專車接送投票 李躍輝涉賄選被捕[22]
- 民建聯擬提選舉呈請推翻結果[23]
- 大圍補選選前分析
- 區議會補選地區中發生的一些事 （页面存档备份，存于）
- 區議會補選地區中發生的一些事（2）香港調查協會出現 （页面存档备份，存于）
- 區議會補選地區中發生的一些事（3）大灑金錢 （页面存档备份，存于）
- 區議會補選地區中發生的一些事（4）綠葉的作用 （页面存档备份，存于）
- YouTube上的發揮民間監察力量
- YouTube上的香港補選 3月29日-旅遊做票涉嫌賄選
- YouTube上的3月29日沙田美林美城選舉，街坊睇唔過眼。
- YouTube上的選舉新聞台之三二九大圍補選當選片段

### 選舉過後各候選人發展
- 李躍輝其後並被控賄選罪成，於2011年4月18日被判囚21個月，後律政司上訴加刑至33個月。
- 梁永雄其後在2011年香港區議會選舉參選大圍選區，連任失敗。

## 2009年灣仔區議會鵝頸選區補選
是次補選是香港特別行政區成立後第20次進行的香港區議會議席補選。

### 背景
議席原本由李繼雄奪得，他於2009年2月9日因牽涉詐騙案，被區域法院判入獄監禁5個月，因而被奪去灣仔區議會議席。民政事務總署於3月20日刊登憲報，按照《區議會條例》第32（1）條公佈，依據該條例第26（c）條，宣佈其鵝頸選區議席已由2月20日起懸空，故此需要補選。

### 補選前期工作
香港特別行政區在4月24日刊登《憲報》，宣佈6月21日為灣仔區議會補選投票日。

### 參選人

#### 正式候選人
（1）季詩傑
社民連成員，報稱職業為上市公司經理，曾任經濟發展及勞工局助理秘書長，衛生福利及食物局助理秘書長，灣仔前民政事務助理專員，曾在2004年香港地鐵縱火案救火人員。
（2）鍾嘉敏
民建聯成員，報稱職業為社工，2007年香港區議會選舉曾在本區參選落敗。

### 選舉結果
| 政党   | 政党   | 候选人 | 票数  | %      | ±       |
| ------ | ------ | ------ | ----- | ------ | ------- |
|        | 社民連 | 季詩傑 | 544   | 33.89% |         |
|        | 民建聯 | 鍾嘉敏 | 1,061 | 66.11% | +20.03% |
| 投票率 | 投票率 | 投票率 | 1,605 |        |         |
| 多数票 | 多数票 | 多数票 | 1,080 | 32.22% |         |

官方宣佈鍾嘉敏當選。

### 選舉過後各候選人發展
- 鍾嘉敏其後在2011年香港區議會選舉及2015年香港區議會選舉參選鵝頸選區，均能當選成功連任。於2019年香港區議會選舉繼續參選鵝頸選區落敗。
- 季詩傑其後在2011年香港區議會選舉參選海怡西選區及2011年香港選舉委員會界別分組選舉資訊科技界落敗。

## 2009年葵青區議會葵盛東邨選區補選
是次補選是香港特別行政區成立後第21次進行的香港區議會議席補選。

### 背景
葵盛東邨選區議員、曾在1991年至1994年間出任葵青區議會主席的梁廣昌，因濫用職權以假單據向區議會申領活動開支，騙取港幣6.9萬元公帑，在2009年3月28日於荃灣裁判法院被判13項欺詐罪成，入獄16個月、罰款13萬，但因梁身患心臟病及腸癌，特判以緩刑三年；惟按香港法律，凡被判刑超過三個月者，即使被判緩刑，均須褫奪其議席。署理民政事務總署署長於4月9日刊登憲報，按照《區議會條例》第32（1）條公佈，根據區議會條例第26（c）條，梁廣昌的議員席位已於2008年8月25日懸空，故此需要補選。

### 補選前期工作
民政事務總署葵青區民政事務專員獲委任為選舉主任。7月10日，總選舉事務主任於憲報刊登補選公告，把9月6日指定為補選的投票日。補選的提名期由7月24日開始，至8月6日結束，首尾一共15天。

### 選舉情況
由於梁廣昌的官司曠日持久，地方人士早已為有可能出現的補選作好準備，而賴芬芳上屆參選的葵盛西邨，亦已有另一名工聯會人士到此服務，故賴芬芳的服務焦點移回葵盛東邨。在去屆，由於梁廣昌投靠建制派陣營，故協調賴芬芳到葵盛西邨參選，而賴芬芳把焦點移回東邨，明顯地為參選作好準備。
梁廣昌被判刑而失去議席以後，李志輝開始於該區服務，並得到梁廣昌的支持，以接班人的姿態而參選，而賴芬芳不用工聯會與民建聯的身份，以「葵盛東邨互聯康樂會」名義亦在該區宣傳，而建制派在協調下，決定支持李志輝，最後賴芳芬向工聯會辭職，以獨立身份出選。街工的周偉雄亦於該區服務，並參與補選。

### 參選人

#### 正式候選人
（1）李志輝
葵青民生動力成員，報稱職業為社工，受原任議員梁廣昌所支持，以接班人的姿態在當區服務。在1999年香港區議會選舉曾以香港民主黨身份在石蔭選區參選勝出。
（2）周偉雄
街坊工友服務處成員，報稱職業為社區幹事，2007年香港區議會選舉曾以泛民區選聯盟代表在本區參選落敗。他曾在網路電台MyRadio伙拍麥玲玲主持玄學節目。
（3）賴芬芳
沒有申報政治聯繫，報稱職業為社區服務，原為工聯會高級助理幹事、民建聯葵青支部副主席。本次未得民建聯及工聯會之提名，曾在2003年香港區議會選舉中在本區及2007年香港區議會選舉在葵盛西邨選區參選落敗。

### 選舉結果
由於李志輝得到梁廣昌接班人的地位，加上有建制派的支持，一般視為勝算較高。周偉雄基本上得到泛民的基本盤，但選民出現的棄保效應亦較為明確，故賴芬芳以不足一百票的差距勝出補選。選後賴芬芳成為民建聯葵青支部的支部委員，但賴芬芳並不完全使用民建聯的黨籍（即辦事處的招牌、半數宣傳品不使用民建聯的品牌）。
| 政党   | 政党   | 候选人 | 票数  | %      | ±      |
| ------ | ------ | ------ | ----- | ------ | ------ |
|        | 獨立   | 李志輝 | 1,099 | 28.13% |        |
|        | 街工   | 周偉雄 | 1,356 | 34.72% | +1.12% |
|        | 獨立   | 賴芬芳 | 1,451 | 37.15% |        |
| 投票率 | 投票率 | 投票率 | 3,906 |        |        |
| 多数票 | 多数票 | 多数票 | 95    | 2.43%  |        |

官方宣佈賴芬芳當選。

### 選舉過後各候選人和原區議員的發展
- 周偉雄其後在2011年香港區議會選舉參選葵盛東邨選區成功當選，並於2015年香港區議會選舉及2019年香港區議會選舉成功連任。及後他於2020年7月21日因在元朗YOHO MALL商場舉「光時」牌，涉違港區國家安全法被捕。
- 賴芬芳其後在2011年香港區議會選舉參選葵盛東邨選區落敗。
- 梁廣昌其後於2015年香港區議會選舉參選葵盛東邨選區落敗。

## 2010年南區區議會薄扶林選區補選
是次補選是香港特別行政區成立後第22次進行的香港區議會議席補選。

### 背景
薄扶林選區原任區議員匯賢智庫成員陳岳鵬，因就任行政長官辦公室特別助理，自行辭去區議員一職，根據《區議會條例》，其薄扶林選區民選議席空缺將進行補選。

### 補選前期工作
南區區議會民政事務專員獲委任為選舉主任。總選舉事務主任於憲報刊登補選公告，把9月5日指定為補選的投票日。補選的提名期由7月23日開始，至8月5日結束，首尾一共14天。

### 參選人

#### 正式候選人
（1）劉應東
報稱獨立，報稱職業為投資銀行策略師，匯賢智庫成員。
（2）司馬文
公民黨成員，報稱職業為創建香港行政總裁，2007年香港區議會選舉曾在灣仔司徒拔道選區參選落敗，2008年香港立法會選舉曾在旅遊界參選落敗。

### 「插水」事件
9月4日，即補選前一天，司馬文在沙宣道拉票時，劉應東的一名助選員欲將易拉架放置在司馬文原本站立的位置，兩人發生爭執。之後的情況兩方各執一詞：劉應東指對方「暴力推撞」，司馬文則指他只是示意要求退讓。劉應東的助選員隨即躺臥地上，動彈不得，驗傷指他手踭擦傷。公民黨指對方「插水」（粵語，假裝受傷），司馬文並指對方是一名精湛的演員。司馬文隨即被警方拘捕。選舉當日有一群金髮青年帶同「反對暴力」、「司馬文打人」、「要求道歉」等三幅橫額在兩黨助選團附近展示。司馬文之後並無被警方起訴。

### 選舉結果
| 政党   | 政党   | 候选人 | 票数  | %     | ± |
| ------ | ------ | ------ | ----- | ----- | - |
|        | 獨立   | 劉應東 | 792   | 40.1% |   |
|        | 公民黨 | 司馬文 | 1,183 | 59.9% |   |
| 投票率 | 投票率 | 投票率 | 1,975 |       |   |
| 多数票 | 多数票 | 多数票 | 391   | 19.8% |   |

官方宣佈司馬文當選。

### 影響
由於此區中產及富裕階層眾多，自匯賢智庫成立以來，此區被視為葉劉淑儀經營的重鎮選區，而數月以後，葉劉淑儀成立新民黨。

### 連結
- YouTube上的新聞透視09092010

### 選舉過後各候選人和原區議員的發展
- 司馬文其後參與了在2011年香港區議會選舉、2015年香港區議會選舉及2019年香港區議會選舉參選薄扶林選區，均能當選成功連任。於2018年3月香港立法會補選參選建築、測量、都市規劃及園境界功能界別落敗。
- 陳岳鵬其後於2012年9月12日被特區政府委任為政制及內地事務局政治助理，並於2015年9月21日接替劉江華升任為政制及內地事務局副局長。

## 2011年元朗區議會十八鄉北選區補選
是次補選是香港特別行政區成立後第23次進行的香港區議會議席補選。

### 背景
原本代表該區的民選區議員梁福元，早前當選十八鄉鄉事委員會主席，依例成為元朗區議會的當然議員，因而令十八鄉北民選議席出缺。

### 補選前期工作
元朗區議會民政事務專員獲委任為選舉主任。4月15日，總選舉事務主任於憲報刊登補選公告，把6月26日指定為補選的投票日。補選的提名期由5月5日開始，至5月20日結束，首尾一共14天。

### 參選人

#### 正式候選人
（1）沈豪傑
報稱獨立，報稱職業為事務律師。
（2）鄭延平
報稱獨立，報稱職業為商人。

### 選舉結果
| 政党   | 政党   | 候选人 | 票数  | %      | ± |
| ------ | ------ | ------ | ----- | ------ | - |
|        | 獨立   | 沈豪傑 | 1,828 | 64.75% |   |
|        | 獨立   | 鄭延平 | 966   | 34.22% |   |
| 投票率 | 投票率 | 投票率 | 2,823 | %      |   |
| 多数票 | 多数票 | 多数票 | 862   | 30.53% |   |

官方宣佈沈豪傑當選。

### 連結
- 2011年元朗區議會十八鄉北選區補選（页面存档备份，存于）

### 選舉過後各候選人發展
- 沈豪傑其後在2011年香港區議會選舉參選十八鄉北選區、2015年香港區議會選舉參選由十八鄉北選區改組而成的十八鄉東選區及2019年香港區議會選舉參選重新開設的十八鄉北選區，均能當選成功連任。

## 2011年荃灣區議會福來選區補選
是次補選是香港特別行政區成立後第24次進行的香港區議會議席補選。   

### 背景
現任議員，民主黨黨籍的趙葭甫，於2011年5月21日因肺癌逝世，終年65歲，使福來選區的議席出缺。

### 補選前期工作
荃灣民政事務專員獲委任為選舉主任。6月3日，總選舉事務主任於憲報刊登補選公告，把7月24日指定為補選的投票日。補選的提名期由6月11開始，至6月24日結束，首尾一共12天。

### 參選人
正式候選人
（1）葛兆源
工聯會成員，報稱為勞工及社區服務。
（2）梅綺玲
民主黨成員，報稱為校長。

### 選舉進程
1985至1994年四屆區議會選舉，陳偉業為福來選區的區議員，至1999年交棒給趙葭甫。陳偉業至今仍在福來邨設立議員辦事處。
由於2007年選舉，趙葭甫只贏工聯會的候選人300多票，故工聯會於2009年派葛兆源到福來服務，因為葛兆源於福來邨出生，對該區的情況及居民的需要有深入了解，而且福來邨中籍貫江浙人士非常多，而趙葭甫、葛兆源亦是江浙人士。最近一年傳出趙葭甫身患重病，在2011年初，趙葭甫的宣傳單張，有梅綺玲頭像及名字，明顯地視梅綺玲為繼承人。梅綺玲為區內幼稚園的校長，民主黨內亦傳出趙葭甫不打算參選年底的區議會選舉。趙葭甫去世後，需要進行補選，葛兆源與梅綺玲相繼宣佈參選。而趙葭甫的辦事處外，亦張貼了趙葭甫於病逝前十數天簽署的推薦梅綺玲接班的信。
由於此補選是年底區議會選舉的前哨戰（因區議員任期屆滿前四個月不得舉行補選），亦涉及民主黨在荃灣市中心的據點是否仍然保存，所以工聯會與民主黨的精英空群而出助選，例如立法會議員有民主黨主席何俊仁、李永達、黃成智。工聯會的王國興、譚耀宗。

### 結果
葛兆源籍著他多年於福來耕耘而勝出今次補選。工聯會於荃灣成功奪下一席，在新界西每一個區議會中也持有席次，而民主黨在荃灣市中心的根據地只餘下愉景，而所持有的荃灣公屋選區議席亦只餘下象石選區。
| 政党   | 政党   | 候选人 | 票数  | %      | ± |
| ------ | ------ | ------ | ----- | ------ | - |
|        | 工聯會 | 葛兆源 | 2,086 | 67.46% |   |
|        | 民主黨 | 梅綺玲 | 1,006 | 32.53% |   |
| 投票率 | 投票率 | 投票率 | 3,092 |        |   |
| 多数票 | 多数票 | 多数票 | 1,080 | 34.93% |   |

官方宣佈葛兆源當選。

### 選舉過後各候選人發展
- 葛兆源其後在2011年香港區議會選舉、2015年香港區議會選舉及2019年香港區議會選舉參選福來選區，均能當選成功連任。
- 梅綺玲其後在2011年香港區議會選舉參選福來選區，再次落敗。

## 外部連結
- 選舉管理委員會－區議會選舉 （页面存档备份，存于）
- 區議會補選/選舉表格 （页面存档备份，存于）
- 2009年葵青區議會葵盛東邨選區補選 （页面存档备份，存于）